# Пйонтниця-Влосцянська
Пйонтниця-Влосцянська (пол. Piątnica Włościańska) — село в Польщі, у гміні Пйонтниця Ломжинського повіту Підляського воєводства.
Населення — 429 осіб (2011).
У 1975-1998 роках село належало до Ломжинського воєводства.

## Демографія
Демографічна структура станом на 31 березня 2011 року:
|          | Загалом | Допрацездатний вік | Працездатний вік | Постпрацездатний вік |
| -------- | ------- | ------------------ | ---------------- | -------------------- |
| Чоловіки | 215     | 44                 | 144              | 27                   |
| Жінки    | 214     | 42                 | 127              | 45                   |
| Разом    | 429     | 86                 | 271              | 72                   |